# Dichoropetalum aromaticum
Dichoropetalum aromaticum är en växtart i släktet Dichoropetalum och familjen flockblommiga växter.
Arten är en perenn ört som förekommer i sydöstra Turkiet, Irak och nordvästra Iran. Den beskrevs som Johrenia aromatica av Karl Heinz Rechinger 1987, och fick sitt nu gällande namn av Michail Pimenov och Jevgenij Kljujkov 2007.